# Oulophyllia crispa
Espèce
Statut CITES
Oulophyllia crispa est une espèce de coraux appartenant à la famille des Merulinidae ou à la famille Faviidae.